# Christoph Lehmann (Schriftsteller)

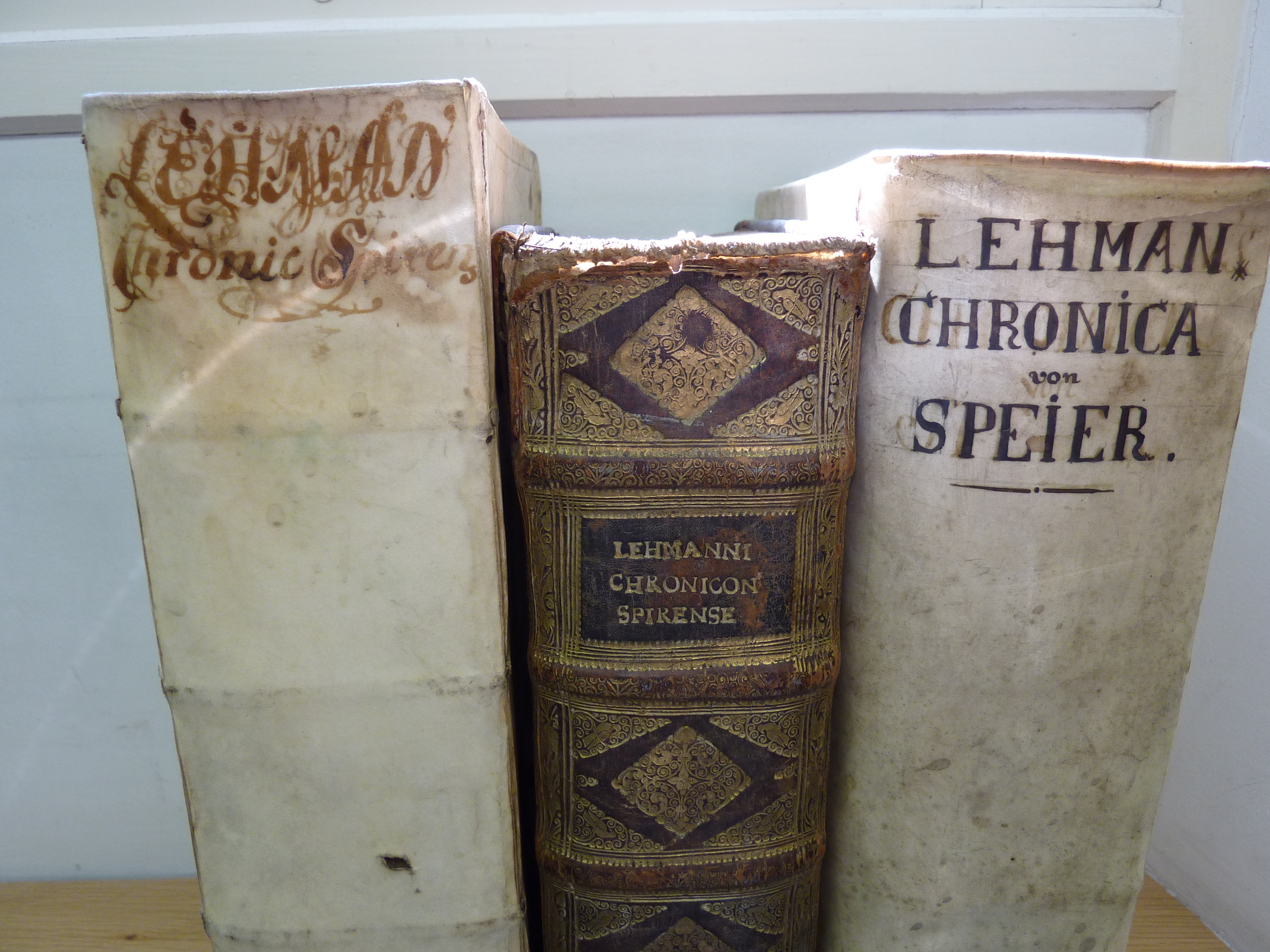
Ausgaben der Speyerer Chronik Lehmanns

Christoph Lehmann (* 1568 in Finsterwalde; † 20. Januar 1638 in Heilbronn) war ein deutscher Schriftsteller und Stadtschreiber in Speyer.

## Leben
Studium an der Universität Leipzig 1587 bis 1591, Doctor der philosophischen Fakultät. Seine Speyerer Chronik von 1612, für die er noch auf den kompletten Aktenbestand der Reichsstadt Speyer zurückgreifen konnte, ist ein wichtiges Zeugnis nicht nur für die Geschichte der Stadt Speyer, sondern der deutschen Stadtgeschichte und auch der Alltagsgeschichte des Mittelalters überhaupt. Zitiert wird sie oft als Lehmannsche Chronik. Sie endet mit dem Tod Kaiser Friedrichs III. im Jahr 1493.
Als Kompilator schuf er 1630 das Florilegium politicum. Politischer Blumengarten, Darinn außerlesene Politische Sentenz, Lehren, Regulen und Sprüchwörter [...] in locos communes zusammengetragen.

## Werkausgaben
- Chronica Der Freyen Reichs Statt Speyr : Darinn von dreyerley fürnemblich gehandelt/ Erstlich vom Ursprung/ Uffnemen/ Befreyung/ Beschaffenheit deß Regiments/ Freyheiten/ Privilegien/ Rechten/ Gerechtigkeiten/ denckwürdigen Sachen und Geschichten/ auch underschiedlichen Kriegen und Belägerungen der Statt Speyr: Zum andern/ von Anfang unnd Uffrichtung deß Teutschen Reichs/ desselben Regierung durch König unnd Kayser/ unnd was es jeder Zeit ins gemein mit demselben/ und insonders mit den Erbarn Frey unnd Reichs Stätten vor Gestallt gehabt/... Zum dritten/ von Anfang und Beschreibung der Bischoffen zu Speyr/ unnd deß Speyrischen Bisthumbs. Erste Ausgabe. Rosen, Frankfurt am Main 1612. (Digitalisat dilibri Rheinland-Pfalz), 2. Auflage, Rosen 1662 (Digitalisat dilibri Rheinland-Pfalz), 3. Auflage, Oehrling 1698 (Digitalisat ULB Düsseldorf), 4. Auflage, Oehrling 1711 (Digitalisat dilibri Rheinland-Pfalz)
- Christoph Lehmann's Blumengarten frisch ausgejätet, aufgeharkt und umzäunt von einem Liebhaber alter deutscher Sprache und Weisheit. Carl Duncker, Berlin 1879.
- Florilegium Politicum. Politischer Blumen Garten. Faksimiledruck der Auflage von 1639. Hg. u. eingeleitet v. Wolfgang Mieder. (= Nachdrucke deutscher Literatur des 17. Jahrhunderts. Band 61). Lang, Bern / Frankfurt am Main 1986.